# デラウェア州憲法 (1792年)
1792年のデラウェア州憲法は、デラウェア州政府に関する2番目の統治文書であり、1792年6月12日に採択された憲法である。この憲法は1831年12月2日に新たな州憲法に置き換えられた。

## 代表の一覧
1792年に開催されたデラウェア州憲法制定会議の代表は、次の通りである。
- トマス・モンゴメリー（議長）
- ロバート・アームストロング
- アンドリュー・バーラット
- リチャード・バセット
- ジョン・バトソン
- アイザック・ビューチャンプ
- ジョン・ミドルトン・クレイトン
- アイザック・クーパー
- ロバート・コラム
- ジョン・ディキンソン
- ベンジャミン・ディル
- マンラヴ・エマーソン
- ロバート・ホウヒー
- ケンゼイ・ジョンズ
- ウィリアム・ジョンソン
- ジョージ・ミッチェル
- ヘンリー・モレンストン
- ジョージ・モンロー
- ジェイムズ・モリス
- ダニエル・ポーク
- ニコラス・リッジリー
- エドワード・ロッシュ
- ローズ・シャンクランド
- トマス・ホワイト